# Altwin
Altwin, mort le 28 février 1097 à Bressanone en Tirol, est un cardinal de l'Église catholique romaine.

## Biographie
Le pape Damase II le crée cardinal en 1048. Altwin est élu évêque de Bressanone en 1049. Il participe à un concialabulum à Bressanone en 1180 pour condamner le pape Grégoire VII. 
Altwin consacre en 1090, l'église de l'abbaye de Sonnenberg en Carinthie. 
En 1091 il est chassé de son diocèse.